# Eporectis poliophylla
Eporectis poliophylla là một loài bướm đêm trong họ Noctuidae.